# Rolf Wideröe

Rolf Wideröe (1920)

Rolf Wideröe (* 11. Juli 1902 in Oslo, Norwegen; † 11. Oktober 1996 in Nussbaumen, Schweiz) war ein norwegischer Ingenieur und Wissenschaftler. Seine herausragenden Leistungen lagen in der Entwicklung von Teilchenbeschleunigern. Er konstruierte als erster einen mit hochfrequenter Wechselspannung betriebenen Linearbeschleuniger, wie er von Gustav Ising vorgeschlagen worden war. Zudem entwickelte er das Betatron, bei dem die Beschleunigung nach dem Induktionsgesetz über ein zeitlich veränderliches Magnetfeld erfolgt. Auch die Idee des Speicherringes stammt von ihm.

## Leben und Werk
Wideröe wurde in Oslo geboren, wo er 1920 sein Abitur machte. Im selben Jahr begann er an der TH Karlsruhe das Studium der Elektrotechnik. Bereits in seinem fünften Studiensemester entwarf er erste Pläne für das Betatron, von ihm als Strahlentransformator bezeichnet. 1924 beendete er sein Studium als Diplom-Ingenieur. Kurzzeitig kehrte er nach Norwegen zurück, wo er in einer Lokomotivwerkstatt der Norges Statsbaner arbeitete und seinen 72-tägigen Militärdienst ableistete. Im Juni 1926 begann er, nachdem der Vorschlag in Karlsruhe abgelehnt wurde, an der RWTH Aachen mit der Entwicklung des Betatrons. Da die Konstruktion zunächst scheiterte, wandte er sich dem Bau eines Linearbeschleunigers mit Driftröhren nach dem Vorschlag von Gustav Ising zu, was Thema seiner Dissertation wurde. Im Jahr 1928 zog er nach Berlin und begann während seiner Arbeit bei AEG, Distanzrelais zu entwickeln. In dieser Zeit meldete er in Deutschland und den USA zahlreiche Patente an. Wegen der drohenden Machtergreifung Hitlers kehrte er Ende 1932 nach Norwegen zurück.
In Norwegen arbeitete er für N. Jacobsens Elektrische Werkstatt (NJEV), wo er mit der Produktion seiner zuvor in Berlin entwickelten Distanzrelais beginnt. Ab Juni des Jahres 1940 arbeitete er für Norsk Elektrisk & Brown Boveri (NEBB). 1941 erfuhr er von Donald Kersts Entwicklung des Betatrons (Physical Review-Artikel von Kerst 1941) und begann sich wieder mit seinen alten Ideen zu beschäftigen. 1943 erschien von ihm ein Review-Artikel darüber. Sein Bruder Viggo (geboren 1904), ein Pilot, wurde 1942 als „Fluchthelfer“ in Rendsburg inhaftiert und war zu zehn Jahren Gefängnis verurteilt. Andeutungen einer möglicherweise verkürzten Haftstrafe für seinen Bruder waren ein Grund für Wideröe, 1943 ein Angebot der deutschen Luftwaffe anzunehmen, in Hamburg ein Betatron für das Reichsluftfahrtministerium (RLM) zu entwickeln. Beauftragte der Luftwaffe besuchten ihn im Frühjahr 1943 in Oslo, und kurz darauf zog er nach Berlin. Ab August 1943 arbeitete er in Hamburg. 1943/44 reichte er mehrere Patente in Deutschland unter anderem zum Betatron und verschiedenen Beschleunigerkomponenten wie magnetischen Linsen ein.
Während seiner Zeit in Hamburg bei der Firma C. H. F. Müller in Hamburg (die zu Philips gehörte) reichte er sein Patent für den Speicherring in Deutschland ein. Im Sommer 1944 wurde in Hamburg zum ersten Mal sein Betatron mit einer Energie von 15 MeV in Betrieb genommen. (Einige Monate vorher, im April 1944, hatte Konrad Gund sein 6-MeV-Betatron in Erlangen fertiggestellt.) Wideröe arbeitete dabei mit Rudolf Kollath und Bruno Touschek zusammen. Geldgeber für die Konstruktion war das RLM, dessen Interesse an einem solchen Beschleuniger mutmaßlich darin bestand, die dabei erzeugten Röntgenstrahlen irgendwann als „Todesstrahlen“-Waffe einsetzen zu können. Der Initiator dieses Projekts war Ernst Schiebold, in dessen Forschungsarbeiten auf dem Flugplatz Großostheim Wideröe eingebunden war.
Schiebolds Forschungsstation wurde 1944 aufgelöst, nachdem Wideröe ebenso wie Walther Gerlach und Werner Heisenberg zu der Einsicht gekommen waren,  „dass all das, was Schiebold über die Todesstrahlen behauptete, nicht stimmen kann“.:S. 217 Es gab Pläne für einen 200 MeV Beschleuniger, der aber nicht realisiert wurde.
Die Messungen an Wideröes Betatron liefen dagegen weiter. Von Hamburg wurde es zum Schutz vor Luftangriffen nach Wrist bei Kellinghusen (Holstein) verlagert und blieb dort unter Leitung von Rudolf Kollath, dem Stellvertreter Wideröes, in Betrieb.:S. 233 Er selbst sah das Betatron zuletzt im März 1945. In der zweiten Maiwoche besetzten britische Truppen beide Orte; den Hinweis auf das Labor, versteckt in einer ehemaligen Molkerei, hatte der Doppelspion Theodor Hollnack gegeben. Das Team konnte die Testmessungen – fortan eingestuft als britisches Staatsgeheimnis – noch bis Januar 1946 fortsetzen. Dann wurde Hollnack verhaftet und das Projekt abgewickelt.:S. 320 f. Das Betatron wurde von Wrist nach Großbritannien gebracht, wo es im Woolwich Arsenal für Materialuntersuchungen von Rudolf Kollath in Betrieb genommen und nach einigen Jahren vermutlich verschrottet wurde. Wideröe selbst geriet wegen Kollaborationsverdachts von Mai bis Juli 1945 in Norwegen in Gefangenschaft. Es wurde gemutmaßt, dass er sich an der Entwicklung der V2-Rakete beteiligt habe. Eine Untersuchungskommission stellte jedoch fest, dass dieser Vorwurf nicht haltbar war. Für längere Zeit hatte er keinen Reisepass und wurde bei NEBB entlassen. Er entwickelte in dieser Zeit die Theorie des Synchrotrons und meldete dafür in Norwegen ein Patent an.
Im Frühjahr 1946 wurde ihm jedoch ein provisorischer Pass ausgestellt, der es ihm ermöglicht, bei Brown, Boveri & Cie (BBC) in Baden in der Schweiz zu arbeiten. Ab 1946 begann er dort mit dem Bau von Betatrons für medizinische Zwecke, wovon bis 1986 78 Stück produziert wurden. Das erste dieser BBC-Betatrons wurde im Kantonsspital Zürich installiert, wo es zur Bestrahlung krebskranker Patienten diente.
Im Mai 1952 erfolgte die Ernennung Wideröes zum Berater des neu gegründeten CERN. Im Jahr 1956 endete seine offizielle Beratertätigkeit, woraufhin er nur mehr gelegentlich etwas mitgeholfen hat. Obwohl Wideroe danach keine weitere Verbindungen mit dem CERN hatte, wurde er zu den Kongressen (1956 und 1959) über die großen Beschleuniger eingeladen. Im Winter 1953 hielt er seine Antrittsvorlesung als Privatdozent an der ETH Zürich, wo er 1962 zum Titularprofessor ernannt wurde. Von 1959 bis 1963 war er als Berater für das DESY tätig.
Wideröe verstarb in Nussbaumen (Aargau) im Alter von 94 Jahren.

## Auszeichnungen und Mitgliedschaften
- Wideröe war „Dr. h. c.“. an der RWTH Aachen.
- Die Universität Zürich verlieh ihm den „Dr. med. ehrenhalber“.
- Für seine Verdienste erhielt er 1969 die Röntgen-Plakette der Stadt Remscheid.
- 1983 wurde er Ehrenmitglied der Schweizerische Gesellschaft für Strahlenbiologie und Strahlenphysik[6], aus der später die Schweizerische Gesellschaft für Strahlenbiologie und Medizinische Physik hervorging.